# Îlot Jiangxin
L'îlot Jiangxin (chinois : 江心屿 ; pinyin : jiāngxīn yǔ ; litt. « îlot au cœur de la rivière »), est une île d'une superficie de 1 070 mu, située sur le fleuve Ou, à la limite Nord du district de Lucheng, dans le centre-ville de la ville-préfecture de Wenzhou, dans la province du Zhejiang, au sud-est de la république populaire de Chine. Cette île est aménagée sous la forme d'un parc, comportant différents monuments, temples, jardins et parcs d'attractions et est un site touristique classé 4A.

## Histoire
En 869, sous la dynastie Tang, la pagode  mesurait environ 30 mètres de haut, comportait 6 faces et 7 niveaux.
En 1894, l'Empire britannique y font construire un bâtiment au pied du phare, qui y abrite son consulat.
Une entreprise a été créée en 1974 pour s'occuper de l'aménagement de l'îlot.

## Jardins

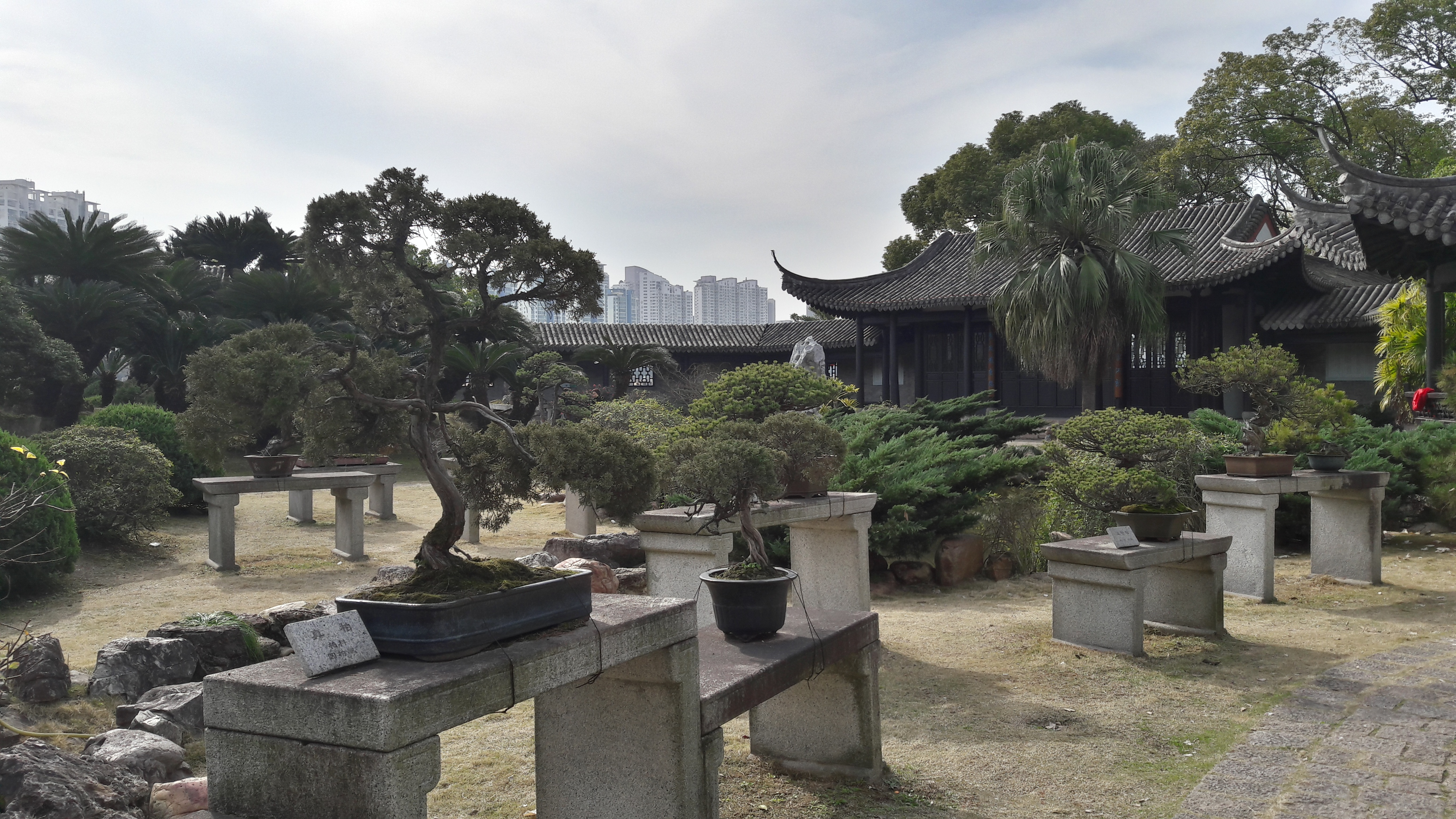
Jardin des penjing

Il comporte notamment le jardin de penjing de Wenzhou (温州盆景园).

## Activités
Le jardin comporte un parc d'attractions et différentes activités sportives, tels que de l'aviron).
Le palais des esprits du pays des fantômes (江心屿鬼国神宫), un bâtiment comportant des représentations d'esprits cauchemardesques à la manière d'un train fantôme.
Un jardin d'enfants y est également présent.

## Patrimoine

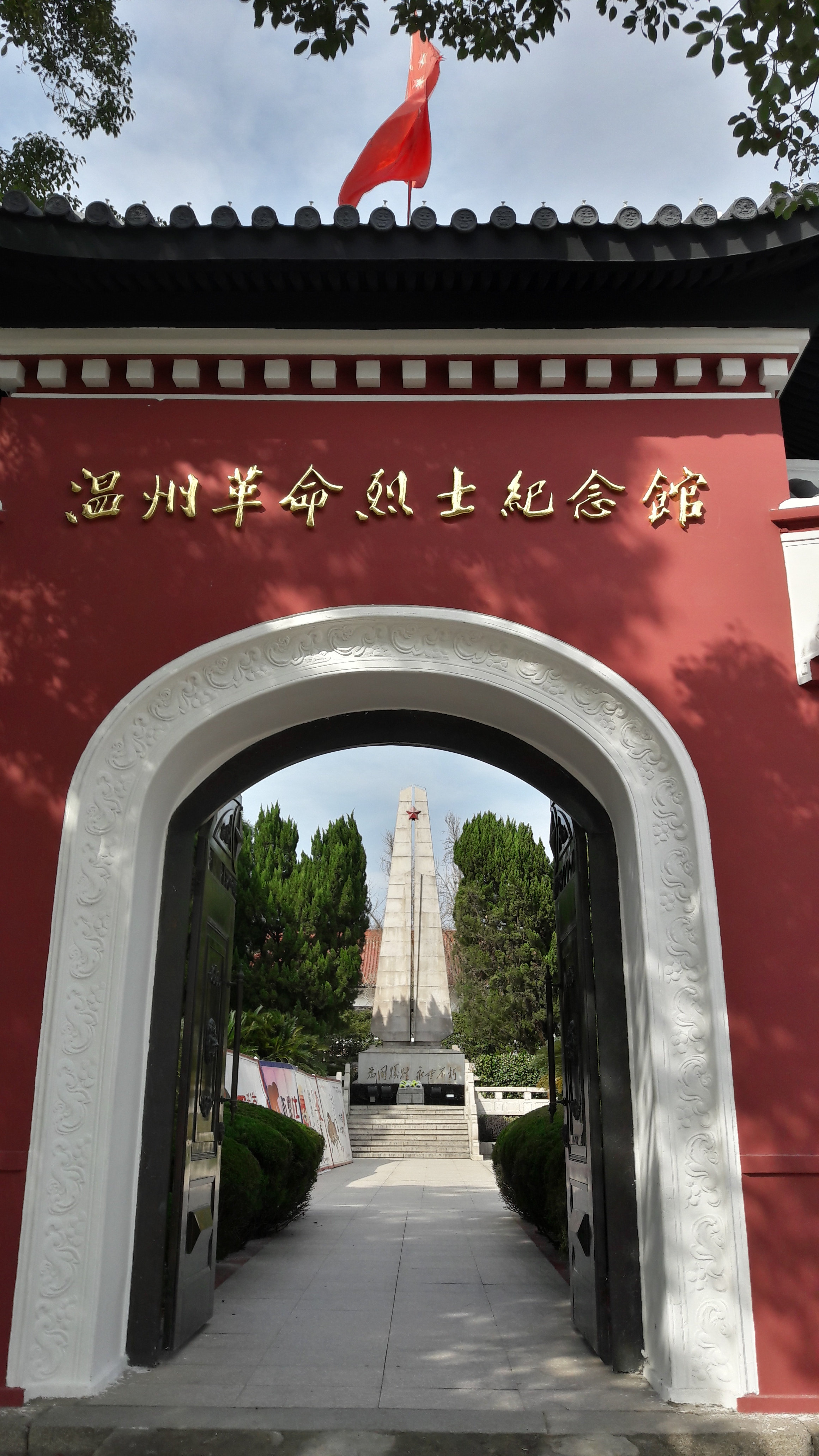
Mémorial des Martyrs de la révolution

On y trouve notamment le temple Jiangxin (江心寺), la tour de pagode de l'ouest (西塔), ainsi qu'un ancien phare à l'Est de l'île.
Celle îlot comporte également, le mémorial aux martyrs de la révolution de Wenzhou (温州革命烈士纪念馆).

## Galerie

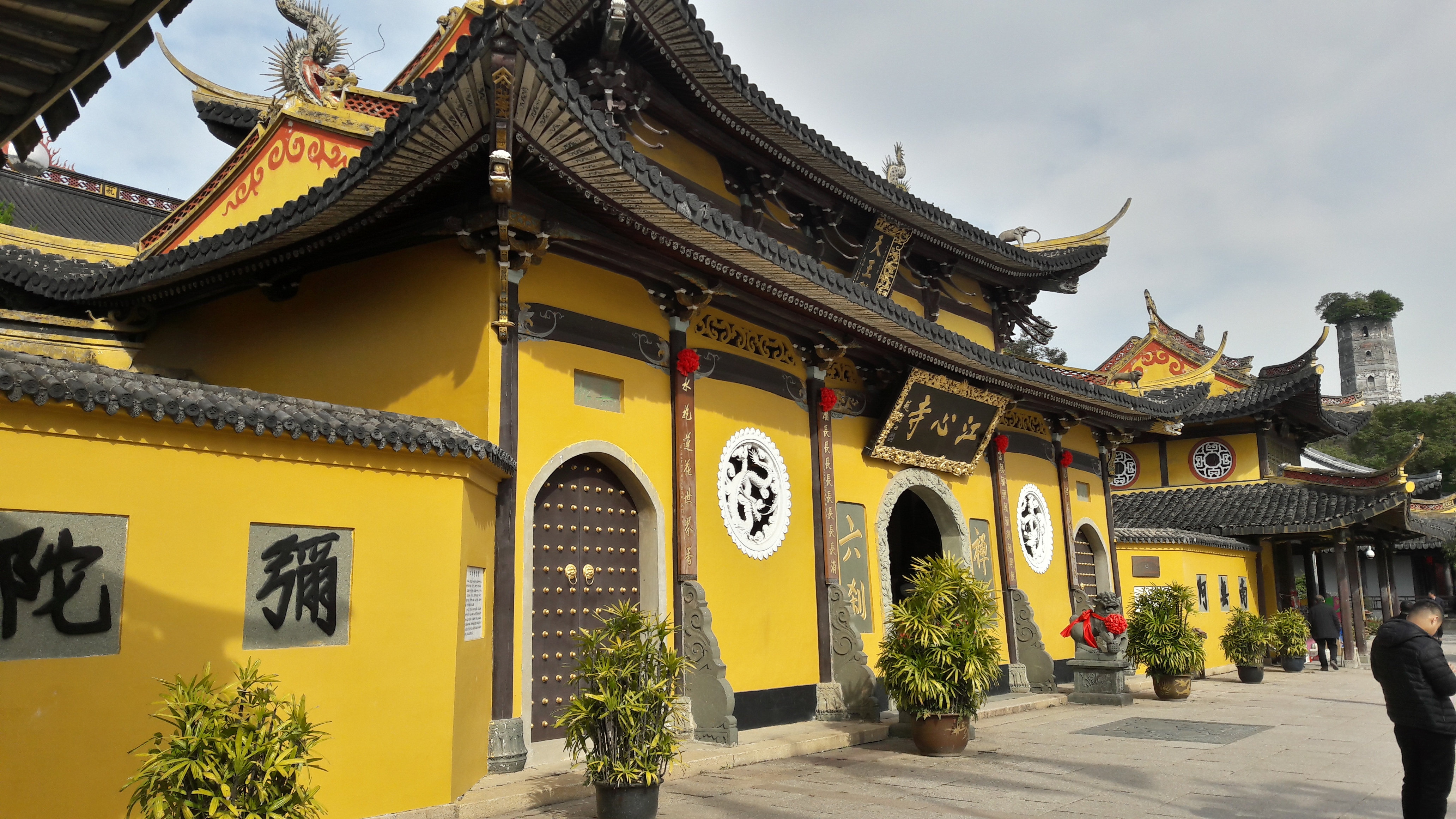
façade du temple Jiangxin (江心寺)
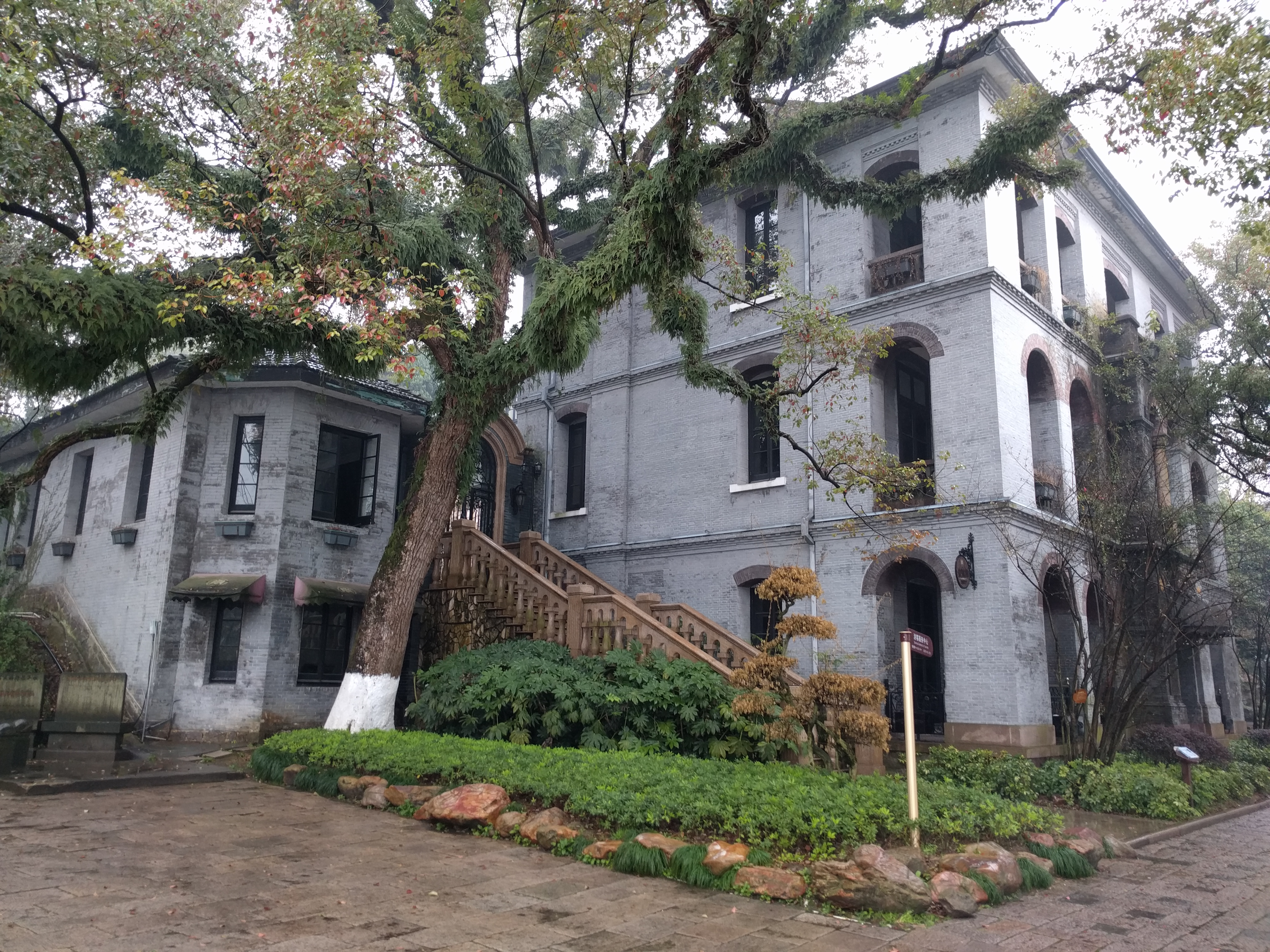
Ancien emplacement du consulat de l'Empire britannique
Pagode de l'ouest de Jiangxin
Rochers artificiels du jardin de l'Ouest de Jiangxin.